# Ștefan VI Rareș
Pour les articles homonymes, voir Rareș.
Ștefan VI Rareș ou Etienne VI Rareș (assassiné le 1er septembre 1552) est prince de Moldavie de 1551 à 1552. La monarchie étant élective dans les principautés roumaines (comme en Hongrie et Pologne voisines), le prince (voïvode, hospodar ou domnitor selon les époques et les sources) était élu par et parmi les boyards et, pour être nommé, régner et se maintenir, s'appuyait fréquemment sur les puissances voisines : habsbourgeoise, polonaise ou ottomane.
Second fils du prince Pierre IV Rareș et de la princesse serbe Elena Brankovic, il naît vers 1532.
Le 11 juin 1551 il succède à son frère Ilie II Rareș qui avait abdiqué. Après une tentative infructueuse de rapprochement avec les impériaux, il s'allie aux Turcs contre l'Empereur Ferdinand Ier de Habsbourg. Il entreprend sans succès une invasion de la Transylvanie qui est repoussée. Ses mœurs dissolues lui attirent l'inimitié des boyards qui l'assassinent dans sa tente sur les bords du Prut le 1er septembre 1552. 
Il est inhumé avec son père Pierre IV Rareș et sa mère la princesse Elena Brankovic dans l'église du Monastère de Probota.

## Sources
- Grigore Ureche Chronique de Moldavie. Depuis le milieu du XIVe siècle jusqu'à l'an 1594 Traduite et annoté par Emile Picot Ernest Leroux éditeur Paris 1878. Réédition Kessinger Legacy Reprints  (ISBN 9781167728846) p. 365-377.
- (ro) Constantin C. Giurescu & Dinu C. Giurescu, Istoria Românilor Volume II (1352-1606), Editura Ştiinţifică şi Enciclopedică, Bucureşti, 1976, p. 285-286.
- Jean Nouzille La Moldavie, Histoire tragique d'une région européenne, Ed. Bieler,  (ISBN 2-9520012-1-9).